# Filharmonie Hradec Králové

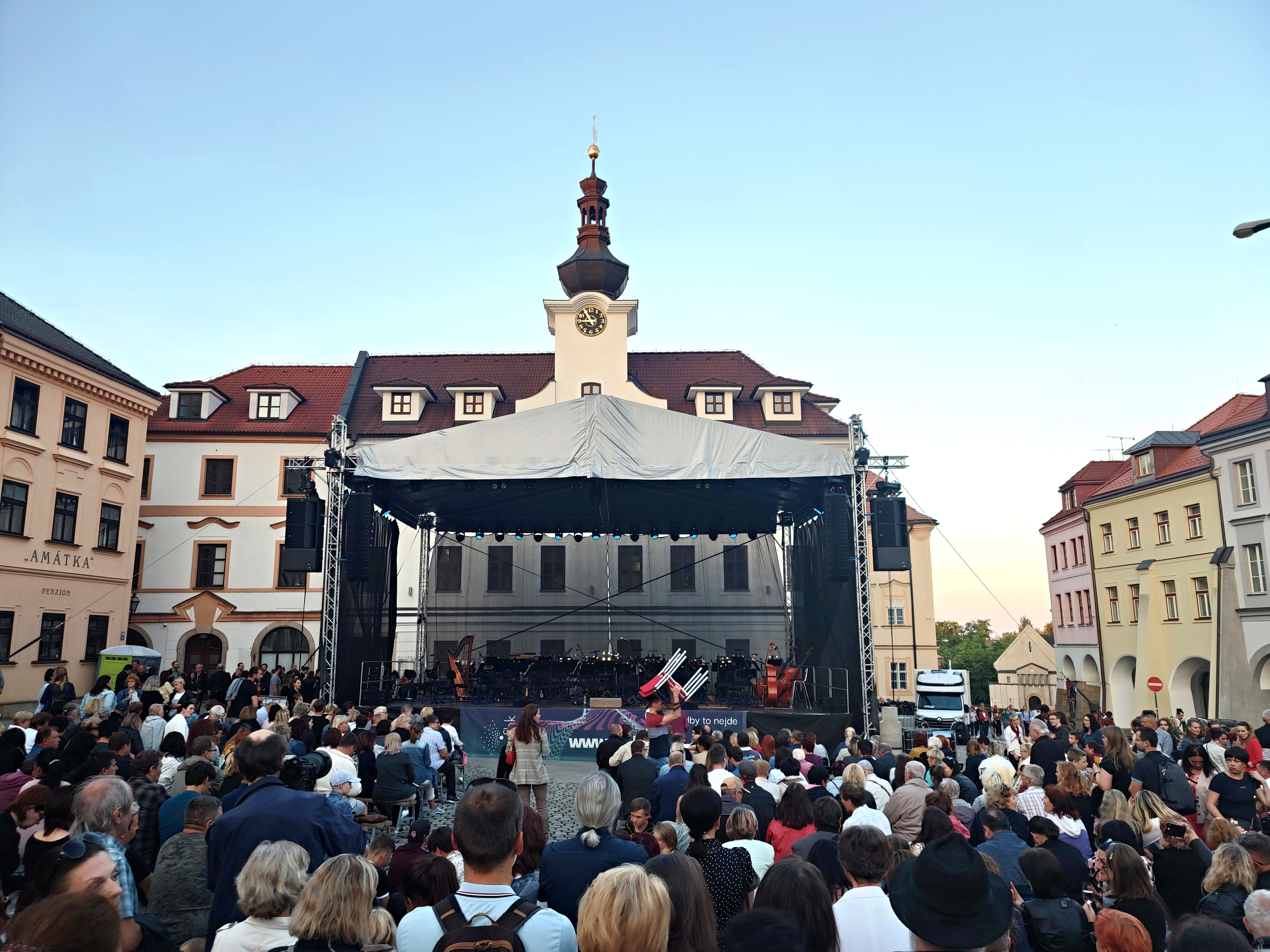
Open Air koncert Hradecké Filharmonie 2022

Filharmonie Hradec Králové (zkratka FHK) byla založena v roce 1978 pod názvem Operní orchestr města Hradec Králové. Další názvy byly: Symfonický orchestr Hradec Králové, Státní symfonický orchestr Hradec Králové a od vzniku České republiky (1. 1. 1993) má orchestr název Filharmonie Hradec Králové.
Na zvuku orchestru má zásluhu český dirigent prof. František Vajnar, který s orchestrem pracoval jako šéfdirigent nepřetržitě od roku 1991 až do roku 2001, kdy byl jmenován čestným šéfdirigentem tělesa. V letech 2001–2012 působil na postu šéfdirigenta
tělesa Ondřej Kukal. V letech 2012–2018 byl šéfdirigentem FHK Andreas Sebastian Weiser. Od sezóny 2018/2019 je šéfdirigentem FHK významný švýcarský dirigent Kaspar Zehnder.
FHK vystoupila na pódiích významných koncertních síní
Evropy (Grosser Musikvereinssaal ve Vídni, Victoria Hall v Ženevě, Queen
Elizabeth Hall v Antverpách aj.), účinkovala v Belgii, Francii, Itálii,
Německu, Nizozemsku, Polsku, Rakousku, Španělsku a Švýcarsku. Dosaženou
interpretační kvalitu orchestru dokumentují CD nahrávky pro tuzemské i
zahraniční společnosti nebo Český rozhlas. FHK účinkuje na významných
festivalech (Mezinárodní operní festival Smetanova Litomyšl, Mezinárodní
hudební festival Janáčkovy Hukvaldy aj.), od roku 2005 je pořadatelkou
festivalu Hudební fórum Hradec Králové (mj. české premiéry děl Šnitkeho,
Kančeliho, Gubajduliny, Beria, Henzeho).

## Historie FHK
Filharmonie Hradec Králové byla založena v roce 1978 pod názvem Operní
orchestr města Hradec Králové, o rok později bylo těleso přejmenováno na
Symfonický orchestr Hradec Králové, v roce 1987 na Státní symfonický
orchestr Hradec Králové. Od vzniku České republiky (1. 1. 1993) nese
orchestr název Filharmonie Hradec Králové, vyjadřující historickou
kontinuitu sahající přes Filharmonii Sokola v Hradci Králové až k
Filharmonické jednotě činné ve městě od roku 1887. Významné období
uměleckého rozkvětu tělesa je spojeno se jménem prof. Františka Vajnara.
Od sezony 2012–2013 je šéfdirigentem FHK Andreas Sebastian Weiser,
hlavním dirigentem Ondřej Kukal. FHK účinkovala v Belgii, Francii,
Itálii, Německu, Nizozemí, Polsku, Rakousku, Španělsku a Švýcarsku.
Dosaženou interpretační kvalitu orchestru dokumentují CD nahrávky pro
tuzemské i zahraniční společnosti nebo Český rozhlas Vltava. Od roku 2005 je
Filharmonie Hradec Králové pořadatelkou festivalu Hudební fórum Hradec
Králové.

## Sídlo
Filharmonie Hradec Králové sídlí v budově Filharmonie na Eliščině nábřeží, v komplexu budovy sokolovny a někdejšího kina Oko, jenž byl rekonstruován právě pro potřeby filharmonie. V roce 2005 došlo k velké rekonstrukci budovy a byly zde umístěny nové varhany.

## Koncerty na festivalech
- Mezinárodní operní festival Smetanova Litomyšl
- Mezinárodní hudební festival Janáčkovy Hukvaldy
- Svatováclavské slavnosti
- Hudební fórum Hradec Králové